# Eudexia obscura
Eudexia obscura là một loài ruồi trong họ Tachinidae.